# Tommy Shaw
 (mai 2022).
Si vous disposez d'ouvrages ou d'articles de référence ou si vous connaissez des sites web de qualité traitant du thème abordé ici, merci de compléter l'article en donnant les références utiles à sa vérifiabilité et en les liant à la section « Notes et références ».
Thomas Roland Shaw, né le 11 septembre 1953 à Montgomery en Alabama, est un guitariste et chanteur américain. Il est connu pour sa participation au groupe de rock Styx. À côté de sa participation au sein du groupe Styx, il a joué avec les Damn Yankees et a sorti plusieurs albums solos.

## Biographie

### Jeunesse et premiers pas en musique
Tommy Shaw est né à Montgomery, en Alabama, le 11 septembre 1953 et a joué avec de nombreux groupes locaux dans ses premières années. Il a quitté Montgomery après avoir fréquenté le lycée Robert E. Lee pour rejoindre The Smoke Ring puis MSFunk, un groupe installé à  Chicago avec lequel il a joué pendant trois ans, ce qui lui a permis d'être remarqué par Styx lors d'une tournée de deux semaines dans les clubs de la ville. Après la dissolution de MSFunk, il est retourné à Montgomery pour rejoindre un groupe local appelé Harvest avec des amis d'enfance. Après que Styx ait signé avec le label A&M, le guitariste et chanteur John Curulewski a soudainement quitté le groupe peu de temps avant une tournée nationale et une recherche effrénée pour trouver un remplaçant de dernière minute a été lancée. À la suite de son expérience précédente avec MSFunk à Chicago, Shaw a reçu l'appel à auditionner pour Styx à Chicago. Tommy a déclaré: "Je suis monté dans l'avion et je suis allé là-bas le lendemain, et ils ne m'ont pas du tout demandé de jouer, la guitare n'est jamais sortie de l'étui." Une fois que Styx a écouté le démo apporté par celui-ci et qu'il a prouvé qu'il pouvait chanter la haute harmonie sur la chanson "Lady", il a été embauché. 

### Styx Années 1970
Tommy a rejoint Styx en décembre 1975. Son premier album avec Styx, Crystal Ball (1976), a été intitulé d'après sa propre composition et comprend également ses chansons "Mademoiselle" et "Shooz". Puis, The Grand Illusion (1977), est devenu l'album révolutionnaire du groupe, qui est devenu platine grâce en partie à Tommy. Il est allé personnellement de studio en studio, d'un océan à l'autre et a plaidé auprès des stations de radio pour jouer le single du groupe "Come Sail Away" (écrit et chanté par Dennis DeYoung). L'album contient également la chanson "Fooling Yourself (The Angry Young Man)", écrite par Tommy.
Le huitième album de Styx, Pieces of Eight, était l'album phare du talent de compositeur de Shaw. Ses contributions orientées rock "Renegade" et "Blue Collar Man" ont été les seuls succès majeurs de cet album, atteignant respectivement les # 16 et # 21 du palmarès Billboard Hot 100 Singles, et ils sont devenus des incontournables de la radio rock des années 1970 et des favoris en concerts. La ballade chantée par Tommy "Sing for the Day" est également devenue un succès moyen, atteignant le numéro 41, faisant de Shaw l'auteur et le chanteur des trois singles tirés de l'album.

### Années 80 à 90
Bien que les années 1980 aient finalement amené le déclin de Styx, la décennie a commencé avec le groupe surfant sur une vague de succès commercial avec la ballade pop n ° 1 "Babe" de leur album, Cornerstone (1979), qui a été écrit par le claviériste Dennis DeYoung. Cependant, la tension est montée au sein du groupe alors que Shaw et d'autres membres du groupe, préférant la direction rock des chansons écrites par Shaw et le guitariste James Young, ont exprimé leur mécontentement face au désir de DeYoung d'entraîner le groupe dans une direction radio pop. Bien que le groupe ait sorti des singles et ait été diffusé à la radio pop, jusqu'à présent, ils l'avaient fait en s'en tenant à leurs racines hard rock. Mais la sortie prévue de "First Time", une autre ballade dans la même veine que le précédent single "Babe" a mis le feu aux poudres au sein du groupe. Shaw a menacé d'arrêter si "First Time" était publié, craignant que deux ballades d'affilée n'endommagent la crédibilité rock de Styx. DeYoung et la maison de disques ont plaidé pour la publications du single, mais ont été dépassés par le groupe. Pour cette raison, à l'insu du public, DeYoung a été brièvement renvoyé du groupe au début des années 1980, mais rapidement réembauché, et le conflit resurgirait rapidement.
L'insatisfaction de Shaw a continué de croître alors que DeYoung a pris de plus en plus le contrôle du groupe et de sa direction musicale. Tommy a joué un rôle moindre sur l'album théâtral Paradise Theatre que sur les albums précédents du groupe, même s'il comportait un succès de Shaw, "Too Much Time on My Hands" - son seul Top 10 avec Styx. La frustration de Shaw dans le groupe a finalement débordé avec le prochain album Kilroy Was Here. Le concept de l'album, avec sa tournée d'accompagnement, était entièrement l'idée de DeYoung. Les concerts ont présenté une intro de film de onze minutes et des représentations théâtrales avec dialogues par le groupe. Tommy détestait beaucoup ce projet dans son ensemble, et cette fois-ci, il a opposé son veto à l'une de ses propres compositions, Haven't We Been Here Before, de sortir en single. 
Depuis le moment où Shaw a rejoint Styx jusqu'à la sortie de "Babe", il avait écrit et chanté sur six des huit singles du groupe sortis pendant cette période. Après "Babe", Shaw ne sera responsable que de l'un des neuf singles suivants jusqu'à son départ en 1984, après la fin de la tournée "Kilroy Was Here". Il a sorti trois albums solo dans les années 1980: Girls with Guns (1984), What If (1985) et Ambition (1987), marquant un succès parmi les 30 premiers avec la chanson titre et un petit succès avec "Lonely School", tous deux du premier album. Le groupe solo de Shaw a ouvert des concerts pour The Kinks en 1984 et pour Rush en 1987–88. 

### Années 1990 à aujourd'hui
Au début des années 1990, Shaw, Ted Nugent, Jack Blades (de Night Ranger) et le batteur Michael Cartellone (le batteur de Shaw lors de sa tournée Ambition en 1988) forment le groupe Damn Yankees. Leur plus grand succès, "High Enough", a été coécrit par Tommy. Le groupe a eu un grand succès en tournée, et leur deuxième album est devenu platine, mais le groupe a fait une pause jusqu'en 2000, quand ils ont enregistré un album qui, en raison de la mauvaise qualité de production, n'a jamais été publié. 
Par la suite, Tommy est retourné dans un Styx réunifié en 1995 et s'est lancé dans une tournée ultérieure avec eux en 1996. Shaw enregistrerait plus tard un quatrième disque solo en 1998: 7 Deadly Zens. Il a également travaillé avec d'autres artistes sur un album hommage à Pink Floyd intitulé Back Against the Wall. Il a joué sur un album hommage à KISS, Spin the Bottle, sur lequel il a chanté "Love Gun". Et finalement sur l'album hommage à Queen, Stone Cold Queen, Tommy a chanté "Spread Your Wings", écrit par John Deacon.
Il a de nouveau rejoint Jack Blades dans un duo appelé à juste titre Shaw Blades et a sorti un album intitulé Hallucination en 1995. Le duo a également enregistré la chanson de Noël classique "The Twelve Days of Christmas" qui est sortie en 2002 sur l'album A Classic Rock Christmas , une compilation de chansons de Noël classiques enregistrées par divers artistes de rock classique. Une deuxième collaboration intitulée Influence est sortie début mars 2007 et le duo est apparu en direct sur VH1 Classic soutenu par l'auteur-compositeur de Nashville Gary Burr, puis a fait une courte tournée au printemps 2007. Leur répertoire comprenait des chansons de Night Ranger, Styx, les albums solo de Shaw et Damn Yankees. Le duo est également devenu une équipe de composition très recherchée pour des artistes tels que Aerosmith, Ozzy Osbourne, Vince Neil et Cher.
Tommy dirige actuellement Styx avec James "JY" Young, les seuls membres restants de l'apogée de Styx (bien que le bassiste d'origine Chuck Panozzo apparaisse comme musicien invité pour la plupart de leurs concerts). Lors de leur reformation en 1996, Styx a sorti l'album live Return to Paradise. Ils ont ensuite enregistré les albums studio Brave New World (il s'agit de leur dernier album avec Dennis DeYoung), Cyclorama (avec le nouveau claviériste-chanteur Lawrence Gowan) et Big Bang Theory (un album de reprises de classiques du rock des années 1960 et 1970. ). Le groupe continue de tourner à travers les États-Unis et l'Europe, souvent dans des spectacles avec REO Speedwagon, Foreigner, Def Leppard et d'autres groupes de rock classique.
Au printemps 2007, "Shaw Blades" a fait une petite tournée, souvent à guichets fermés, pour promouvoir leur album Influence. Les spectacles ont eu lieu dans des salles plus petites à travers les États-Unis. Les émissions comprenaient des remakes de classiques des années 1960 et plusieurs grands succès de Styx et Night Ranger. À la fin d'une tournée Styx, Shaw Blades a ajouté une deuxième tournée avec de nouvelles dates jusqu'à la fin de 2007.
Le soir du Nouvel An 2007, Shaw a fait une apparition avec le Trans-Siberian Orchestra à Birmingham, Alabama, où ils ont interprété des chansons telles que "Blue Collar Man" et "Renegade", ainsi que des titres de Trans-Siberian Orchestra.
Tommy a fait ses débuts en bluegrass au Grand Ole Opry le 26 mars 2011 après la sortie le 22 mars de son album The Great Divide.
Le 28 juin 2018, Shaw, avec son guitariste et directeur musical Will Evankovich, a sorti un album acoustique live avec Contemporary Youth Orchestra alors que Styx jouait avec eux en 2006 sur l'album One with Everything: Styx and the Contemporary Youth Orchestra intitulé "Sing for the Day! ", sur lesquels ils ont joué des chansons de Styx, Damn Yankees et d'autres en solo. Bien qu'il ait été diffusé le 9 juillet 2016, le concert a eu lieu à l'auditorium Waetjen le 27 mai 2016. Il est sorti sur CD et Blu-Ray.

### Rock and Roll Hall of Fame
Tommy Shaw a été intronisé au Temple de la renommée de la musique de l'Alabama le 22 février 2008 lors de leur banquet de remise de prix tenu dans la ville natale de Shaw de Montgomery, en Alabama, au nouveau Montgomery Convention Center, dont la construction a été achevée juste avant la cérémonie.

## Vie privée
En 1975, Tommy a épousé Cuppy Smith à l'âge de 21 ans dans le Michigan. Ils ont divorcé en 1977. Entre la fin de 1979 et le milieu de 1981, il est sorti avec l'actrice Linda Blair, puis il a vécu avec l'entraîneur de chevaux Betsy Waltman dans leur ferme équestre du Michigan entre 1981-1986. Tommy a épousé l'actrice Pamela Donnelly, le 15 février 1986. Leur fille, Hannah, est née le 9 juillet 1987. Pamela et Tommy ont divorcé le 22 décembre 1993. Sa femme actuelle, Jeanne Mason, est devenue son épouse le 28 décembre 2000. La maison de Tommy et Jeanne a été présentée lors de la saison 5 de Flipping Out alors que Jeff Lewis l'a transformée en propriété locative. Tommy a déclaré dans une interview en 1992 lors de son premier mandat avec Damn Yankees qu'il était un végétarien strict.

## Discographie

### MSFunk
- Platform Shoes (2004) - Compilation. Un des premiers groupes avec lesquels Tommy Shaw a joué.

### Solo
Albums studio :
- Girls with Guns (1984)
- What If (1985)
- Ambition (1987)
- 7 Deadly Zens (1998)
- The Great Divide (2011)

Albums live : 
- Live in Japan (1985)
- Sing for the Day! with Contemporary Youth Orchestra (2017)

### Styx
Albums studio :
- Crystal Ball (1976)
- The Grand Illusion (1977)
- Pieces of Eight (1978)
- Cornerstone (1979)
- Paradise Theatre (1981)
- Kilroy Was Here (1983)
- Brave New World (1999)
- Cyclorama (2003)
- Big Bang Theory (2005))
- The Mission (2017)
- Crash of the Crown (2021)

Albums live : 
- Caught In The Act (1984)
- Return to Paradise (1997)
- Arch Allies – Live At Riverport (2000) - Avec REO Speedwagon.
- Styx World Live (2001)
- At The River’s Edge – Live in St. Louis (2002)
- 21rst Century Live (2003)
- One with Everything: Styx and the Contemporary Youth Orchestra (2006)

Compilations :
- Best of Styx (1977)
- Styx Classics Volume 15 (1987)
- Greatest Hits (1995)
- Greatest Hits Part 2 (1996)
- Extended Versions (2000)
- Yesterday & Today (2001)
- Rockers (2003)
- Come Sail Away – The Styx Anthology (2004)
- Regeneration: Volume I & II (2011

### Damn Yankees
Albums studio :
- Damn Yankees (1990)
- Don't Tread (1991)

Compilation :
- The Essential (2002)

### Shaw–Blades
- Hallucination (1995)
- Influence (2007)

### Collaborations
- 1992 : Star the Car de Jule Cole
- 1999 : British Rock Symphony - Artistes variés - Sur Celebration Suite : Medley qui comprend 5 chansons Avec Alice Cooper
- 1999 : Not the Same Song and Dance - A Tribute to Aerosmith - Artistes variés - Sur Sweet Emotion
- 2001 : Stone Cold Queen: A Tribute to Queen - Artistes variés - Chant sur Spread Your Wings.
- 2002 : Pigs And Pyramids - A Tribute to Pink Floyd - Artistes variés - Chant sur Money
- 2002 : I'm Not Gonna Let My Blues Bring Me Down de Brad Davis
- 2002 : A Classic Rock Christmas - Artistes Variés - Tommy et Jack Blades sur 12 Days Of Christmas.
- 2002 : Wonderful Nothing de Familiar 48
- 2003 : Wind de Warren Zevon
- 2004 : Spin the Bottle: An All-Star Tribute to Kiss - Artistes variés - Sur Love Gun.
- 2004 : Jack Blades de Jack Blades
- 2005 : Back Against the Wall - Artistes variés - Guitare et chant sur One of My Turns, chant sur Don't Leave me Now et Vera, guitare acoustique sur Hey You.
- 2008 : We Wish You A Metal XMas And A Headbanging New Year - Artistes variés - Sur Happy Xmas (War Is Over)
- 2009 : LullaGoodbye de Taylor Mills
- 2018 : The Future IS What It Used To Be de The Guess Who
- 2022 : From The New World de Alan Parsons